# 国際緊急援助隊
国際緊急援助隊（こくさいきんきゅうえんじょたい、英語: Japan Disaster Relief Team, JDR）は、海外で発生した自然災害や建築物の倒壊など人為的災害に対して行う主に人的支援のことをいう。日本の国際貢献の一つである。

## 概要
地震や台風など自然災害が多い日本で培われた経験やノウハウを海外の災害で活かすべく、1987年に施行された国際緊急援助隊の派遣に関する法律が活動根拠である。1992年、PKO法成立とJDR法改正により、紛争に起因する戦災がPKO、それ以外の自然災害がJDRという区分になった。
被災国の要請により、政府が国際協力機構（JICA）の調整の下で援助の目的・役割に応じて、外務省が各関係省庁の協力の下に編成する「救助チーム」「医療チーム」「専門家チーム」「感染症対策チーム」「自衛隊部隊」の5タイプのチームを派遣する。

## 部隊の編制

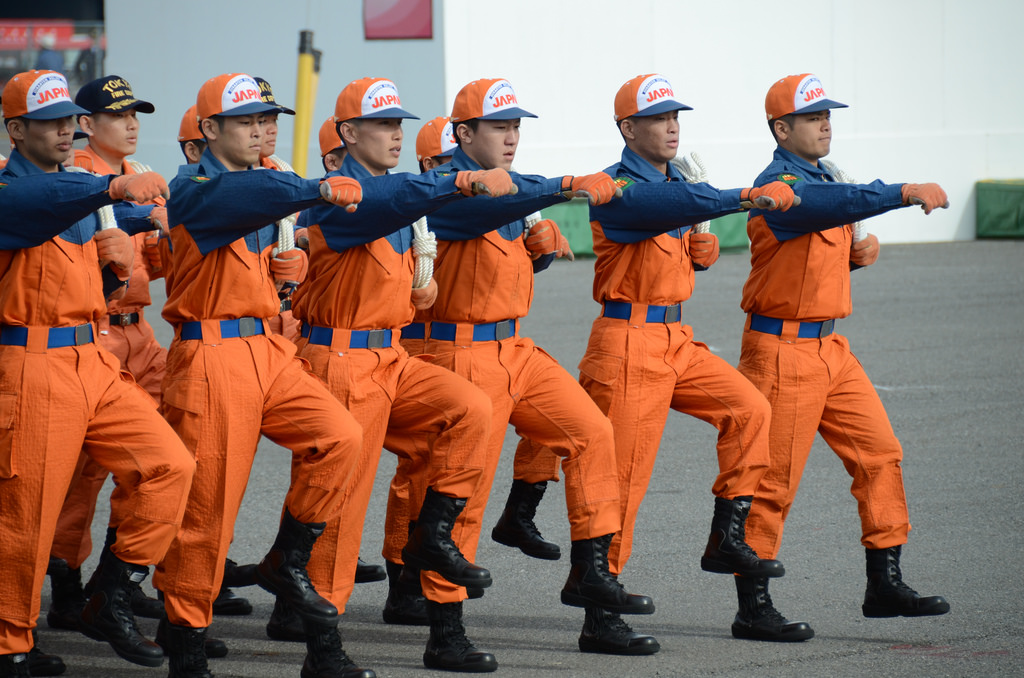
東京消防庁の国際消防救助隊

救助チーム
消防庁の国際消防救助隊（IRT）・警察庁・海上保安庁の隊員により編成され被災者の捜索・救出にあたる。
主な構成は総務省消防庁、警察庁、海上保安庁、JICAから各１名ずつ副団長が参加し、隊員は全国の消防本部・警察本部・海上保安本部の救助隊から選抜されている。副団長には各担当があり、計画・情報分析担当を消防庁、安全管理担当を海上保安庁、広報・記録担当を警察庁、連絡調整・ロジ担当をJICAが担当する事となっている。
さらに災害救助犬（警備犬）及びハンドラーと救助チームの健康管理を担当する医師や看護師などで構成する医療班、耐震や建物などの構造評価専門家、業務調整員なども含まれ現在は救助チーム全体で69名体制が基本である。
1985年11月、コロンビアのネバドデルルイス火山噴火災害で日本政府はコロンビアに救助隊の派遣を検討したが、国際緊急援助隊の派遣に関する法律の施行前は海外に救助隊を派遣する制度が存在せず、コロンビアへの日本の救助隊の派遣が実現しなかったため、自治省消防庁（現在の総務省消防庁）が1986年4月、海外で大規模災害が発生した際に全国の消防本部から救助隊を派遣する制度「国際消防救助隊（International Rescue Team of Japan FireーService：IRT－JF）」を整備し、同年発生したカメルーンのニオス湖ガス噴出災害、エルサルバドル地震災害に対して当事国政府からの要請を受けて東京消防庁や横浜市消防局等から救助隊員を派遣した。1987年9月に国際緊急援助隊の派遣に関する法律の施行されたために現在は国際消防救助隊も国際緊急援助隊救助チームの一員として派遣されている。
2010年に国連人道問題調整事務所が主催する国際都市型捜索救助チームの能力評価を受検し、最高レベルの救助能力評価のヘビー級チームの認定を受けた。
医療チーム
医師・看護師・薬剤師・医療調整員（臨床検査技師・放射線技師・救急救命士・臨床工学技士・理学療法士・作業療法士・栄養士・コ・メディカル等）・業務調整員などから編成され被災者の診療・応急処置にあたる。
専門家チーム
地震や耐震、感染症、火山などの技術者や研究者、消防などの政府から民間の専門家で構成されており対策と復旧活動などの指導や支援を行う。
感染症対策チーム
2015年10月に新たに追加されたチームであり、海外での大規模な感染症の流行を最小限に抑えるための活動を行う。
自衛隊部隊
防衛省の陸海空自衛隊によって構成され医療・防疫などの緊急援助活動や物資の輸送活動、被災地復興のための復旧活動などを行う自衛隊海外派遣の一つ。捜索・救助活動はあくまでも災害救助隊を有する消防等によって編成された救助チームが担当するために自衛隊チームは主に医療支援や後方支援、復旧・復興活動が任務である。勘違いされやすいが災害現場での捜索救助は消防の専門であり自衛隊の専門ではない。
※派遣される場合は国際協力機構（JICA）から調整員、自衛隊部隊を除くチームは外務省が中心になって編成するために外務省から団長が参加する。

## 活動実績
救助チーム

- 1990年06月 - イランイスラム共和国地震災害
- 1990年07月 - フィリピン共和国地震災害
- 1991年04月 - バングラデシュ人民共和国サイクロン
- 1993年12月 - マレーシアビル倒壊災害
- 1996年10月 - エジプト・アラブ共和国ビル倒壊事故
- 1997年09月 - インドネシア森林火災
- 1999年01月 - コロンビア共和国地震災害
- 1999年09月 - トルコ共和国地震（生存者1名救出）
- 1999年09月 - 台湾921大地震
- 2003年05月 - アルジェリア民主人民共和国地震災害（生存者1名救出)
- 2004年02月 - モロッコ王国地震災害
- 2004年12月 - インドネシア共和国スマトラ島沖地震災害
- 2005年10月 - パキスタン地震 (2005年)
- 2008年05月 - 中華人民共和国四川大地震災害
- 2009年10月 - インドネシア共和国スマトラ島沖地震災害
- 2011年02月 - ニュージーランドカンタベリー地震（クライストチャーチ）
- 2014年03月　- マレーシア航空370便墜落事故
- 2015年04月　- ネパール地震[5]
- 2017年09月　- メキシコ中部地震
- 2023年02月 - トルコ・シリア地震

医療チーム
- 1988年　- エチオピア旱魃
- 1988年　- スーダン洪水
- 1988年　- ジャマイカハリケーン
- 1988年　- アルメニア地震
- 1989年　- 中国洪水
- 1989年　- 象牙海岸リベリア難民
- 1990年　- イラン地震
- 1990年　- フィリピン地震
- 1991年　- イラン難民・トルコ難民
- 1991年　- フィリピン台風
- 1992年　- ニカラグア津波
- 1993年　- ネパール洪水
- 1996年　- バングラデシュ竜巻
- 1998年　- パプアニューギニア津波
- 1998年　- ドミニカ共和国ハリケーン
- 1998年　- ニカラグアハリケーン
- 1999年　- コロンビア地震
- 1999年　- トルコ共和国地震
- 1999年　- 台湾地震災害
- 1999年　- トルコ地震(北西部)
- 1999年　- モザンビーク洪水
- 2000年　- インドネシア地震
- 2000年　- エルサルバドル地震
- 2000年　- インド地震
- 2003年　- アルジェリア地震
- 2003年　- イランバム地震
- 2004年　- スマトラ島沖地震災害
- 2005年　-　インドネシア・ニアス島地震
- 2005年　-　パキスタン地震
- 2006年　- インドネシア・ジャワ島中部地震
- 2008年　- 中華人民共和国四川大地震災害
- 2008年　- ミャンマーサイクロン
- 2009年　- スマトラ島沖地震災害
- 2010年　- ハイチ地震
- 2009年　- チリ地震
- 2010年　- パキスタン洪水
- 2013年　- フィリピン台風30号
- 2015年　- バヌアツサイクロン
- 2015年　- ネパール地震
- 2023年　- トルコ・シリア地震
- 2025年　- ミャンマー地震

自衛隊チーム
専門家チーム
- 1987年　- 　ベネズエラ洪水
- 1987年　- 　バヌアツサイクロン
- 1988年　- アルメニア地震
- 1990年　- フィリピン地震
- 1990年　- サウジアラビア油流出事故
- 1992年　- エジプト地震
- 1992年　- インドネシア地震
- 1993年　- ネパール洪水
- 1994年　- インドネシア火山噴火
- 1995年　- インドネシア地震
- 1997年　- マレーシア大気汚染
- 1997年　- インドネシア森林火災
- 1997年　- シンガポール油流出事故
- 1998年　- バングラデシュ洪水
- 1999年　- トルコ共和国地震
- 1999年　- 台湾地震災害
- 2002年　- パプアニューギニア火山噴火
- 2002年　- ベトナムSARS対応
- 2003年　- 中国SARS対応
- 2003年　- アルジェリア地震
- 2004年　- スマトラ島沖地震災害
- 2006年　- フィリピン油流出事故
- 2007年　- 韓国油流出事故
- 2009年　- 台湾台風
- 2010年　- インドネシア火山噴火
- 2010年 - ロシア工場火災
- 2010年 - タイ洪水
- 2011年 - ニュージーランドカンタベリー地震
- 2013年　- フィリピン台風30号
- 2015年 - コンゴ民主共和国における黄熱の流行
- 2018年 - 花蓮地震